# Regierung Somers
Die Regierung Somers war die zehnte flämische Regierung. Sie amtierte vom 10. Juni 2003 bis zum 14. Juni 2004.
In der Regierung waren vier Parteien vertreten: die liberale Vlaamse Liberalen en Democraten (VLD), die Sozialistische Partei Anders (sp.a), die grüne Agalev (Ende 2003 in Groen! umbenannt) und die linksliberale SPIRIT.
Nach dem Rücktritt von Ministerpräsident Dewael im Juni 2003, der als stellvertretender Ministerpräsident und Innenminister in die föderale Regierung eintrat, wurde von Bart Somers (VLD) eine neue Regierung gebildet.
Bei der Wahl zum flämischen Parlament am 13. Juni 2004 verloren die Regierungsparteien ihre Mehrheit. Der Nachfolgeregierung unter Ministerpräsident Yves Leterme (CD&V) gehörten die Christdemokraten (CD&V), sp.a, SPIRIT, VLD und die Neuflämische Allianz (N-VA) an.

## Zusammensetzung
| Amt                                                                                     | Name                  | Partei        | Beginn der Amtszeit | Ende der Amtszeit |
| --------------------------------------------------------------------------------------- | --------------------- | ------------- | ------------------- | ----------------- |
| Ministerpräsident                                                                       | Bart Somers           | VLD           | 10. Juni 2003       | 14. Juni 2004     |
| stellvertretender Ministerpräsident und Minister für Arbeit und Tourismus               | Renaat Landuyt        | sp.a          | 10. Juni 2003       | 14. Juni 2004     |
| Ministerin für Bildung und Ausbildung                                                   | Marleen Vanderpoorten | VLD           | 10. Juni 2003       | 14. Juni 2004     |
| Minister für Finanzen und Haushalt, Raumordnung, Wissenschaft und technische Innovation | Dirk Van Mechelen     | VLD           | 10. Juni 2003       | 14. Juni 2004     |
| Minister für Inneres, Kultur, Jugend und den Öffentlichen Dienst                        | Paul Van Grembergen   | SPIRIT        | 10. Juni 2003       | 14. Juni 2004     |
| Minister für Mobilität, öffentliche Arbeiten und Energie                                | Gilbert Bossuyt       | sp.a          | 10. Juni 2003       | 14. Juni 2004     |
| Minister für Umwelt, Landwirtschaft und Entwicklungszusammenarbeit                      | Ludo Sannen           | Agalev/Groen! | 26. Mai 2003        | 17. Februar 2004  |
| Minister für Umwelt, Landwirtschaft und Entwicklungszusammenarbeit                      | Jef Tavernier         | Agalev/Groen! | 18. Februar 2004    | 10. Juni 2003     |
| Ministerin für Soziales, Gesundheit und Chancengleichheit                               | Adelheid Byttebier    | Agalev/Groen! | 10. Juni 2003       | 14. Juni 2004     |
| Ministerin für Wirtschaft, Äußeres und E-Regierung                                      | Patricia Ceysens      | VLD           | 10. Juni 2003       | 14. Juni 2004     |
| Minister für Wohnen, Medien und Sport                                                   | Marino Keulen         | VLD           | 10. Juni 2003       | 14. Juni 2004     |

## Umbesetzungen
Ludo Sannen trat am 17. Februar 2004 zurück. Sein Nachfolger wurde Jef Tavernier